# Emperors SaGa
《Emperors SaGa》是史克威爾艾尼克斯發行的下载社交游戏，为沙加系列的一部作品。游戏于2012年9月在GREE平台发行。玩家在游戏中扮演一国之帝王，作为统治者支配国家。

## 玩法
游戏使用数字卡牌对战系统。游戏本身免费，玩家游戏订购卡牌组需要支付现实货币。这些卡牌用来表示和敌人战斗的队员。游戏可以由日本智能手机和功能手机访问GREE上的网页进入。

## 故事
玩家以帝王身份运营自己的王国，创造独特的历史，并从前所未有的危机中拯救世界。游戏中会出现之前沙加游戏中的场景、角色与反派。

## 开发
史克威尔艾尼克斯在2010年9月注册“Emperors SaGa”商标。游戏本身在2011年东京电玩展上宣布。在日本社交平台GREE和OpenFeint于2012年合并的宣告中，《Emperors SaGa》被列入未来登陆此服务的作品之一。史克威尔艾尼克斯开展了预售促销，如果玩家在游戏推出前注册，就会获得稀有游戏卡安德洛玛刻。游戏为免费增值模式，下载免费但可通过应用内购购买更多内容。游戏由日本游戏社交网络GREE出品。
史克威尔艾尼克斯社交游戏行政主管安藤健浩称，将沙加系列改编为移动社交游戏很难，特别是初代游戏伴随他成长，他不想制造太多变化让长期爱好者失望。小林智美设计原画。

## 评价
游戏获得GREE颁发的“GREE平台奖2012”的RPG最优秀奖。
RPGamer的迈克尔·贝克在游玩演示版后表示了强烈反感。他称大多数所见情节直接截取自之前《浪漫沙加2》和《浪漫沙加3》等游戏，游戏玩法主要由点击连接组成，同时iPhone版游戏不响应输入。1UP.com将此遊戲列为五大不可能登陆北美的经典日本手机游戏。